# Ballant la vida
Ballant la vida (originalment en anglès, Finding Your Feet) és una pel·lícula de comèdia romàntica britànica del 2017 dirigida per Richard Loncraine i escrita per Nick Moorcroft i Meg Leonard. La pel·lícula és protagonitzada per Imelda Staunton, Timothy Spall, Celia Imrie, Joanna Lumley i David Hayman, i es va estrenar el 23 de febrer de 2018 al Regne Unit. El mateix any es va estrenar el doblatge en català central. També s'ha doblat al valencià per a À Punt.
La pel·lícula es va anunciar al Festival de Cannes de 2016 i es va començar a rodar el 31 d'octubre de 2016 a Londres i Roma. El rodatge va acabar el 16 de desembre de 2016. La pel·lícula es va estrenar a tot el país al Regne Unit i Irlanda el 23 de febrer de 2018. Roadside Attractions va adquirir els drets de distribució als EUA a l'American Film Market el 2 de novembre de 2017, i va preveure estrenar la pel·lícula als cinemes estatunidencs el 30 de març de 2018.
El 20 d'octubre de 2017, es va anunciar que Ballant la vida obriria el 35è Festival de Cinema de Torí. El director Richard Loncraine i els actors Timothy Spall i Celia Imrie van presentar el llargmetratge al festival de Torí el 24 de novembre de 2017.
Es va anunciar a The Hollywood Reporter el 15 de desembre de 2017 que la pel·lícula tindria la seva estrena estatunidenca al 29è Festival Internacional de Cinema de Palm Springs el 6 de gener de 2018. La pel·lícula va ser nomenada com una de les "millors del festival" i es va tornar a projectar al públic el 15 de gener.

## Repartiment
- Imelda Staunton com a Sandra
- Timothy Spall com a Charlie
- Celia Imrie com a Bif
- Joanna Lumley com a Jackie
- David Hayman com a Ted
- John Sessions com Sir Mike
- Josie Lawrence com a Pamela
- Indra Ové com a Corrina
- Sian Thomas com a Lilly